# 이밴더 홀리필드
이밴더 홀리필드(Evander Holyfield, 1962년 10월 19일 ~ )는 미국의 권투 선수이다.

## 경력
- 1984년 제23회 로스앤젤레스 올림픽 미국 남자 복싱 국가대표
- 2010년 세계복싱연맹 헤비급 타이틀매치 챔피언
- 1996년 세계권투협회(WBA) 헤비급 챔피언
- 1990년 세계 헤비급 챔피언